# Slaget om Filippinerna (1941–1942)
Slaget om Filippinerna (1941–42) var invasionen av Filippinerna av Japan under 1941-1942 och försvaret av öarna av filippinska och amerikanska styrkor.
Den försvarande styrkorna var fler än de japanska inkräktarna men bestod av en blandad styrka bestående av icke stridserfarna reguljära soldater, nationalgardet, gendarmer och nyskapade samväldesenheter. Japanerna använde sina bäst erfarna trupper i början av fälttåget. Den japanska 14:e armén koncentrerade sina styrkor i den första månaden av fälttåget, vilket gjorde det möjligt att snabbt invadera stora delar Luzon.
Det japanska överkommandot, som trodde de hade vunnit fälttåget, gjorde ett strategiskt beslut att avancera vidare en månad efter deras operationer i Borneo och Indonesien, och återkallade sin bästa division och huvuddelen av sin flygstyrka i början av januari 1942. Detta, tillsammans med beslutet av försvararna att dra in sig tillbaka i en defensiv position på Bataanhalvön, gjorde det möjligt för amerikaner och filippinare att framgångsrikt hålla ut ytterligare fyra månader. Slaget tog slut år 1942.